# Reinier van den Berg
Reinier van den Berg (Santpoort, 5 april 1962) is een Nederlandse meteoroloog. Van den Berg was werkzaam bij weerinstituut MeteoGroup Nederland.

## Leven en werk

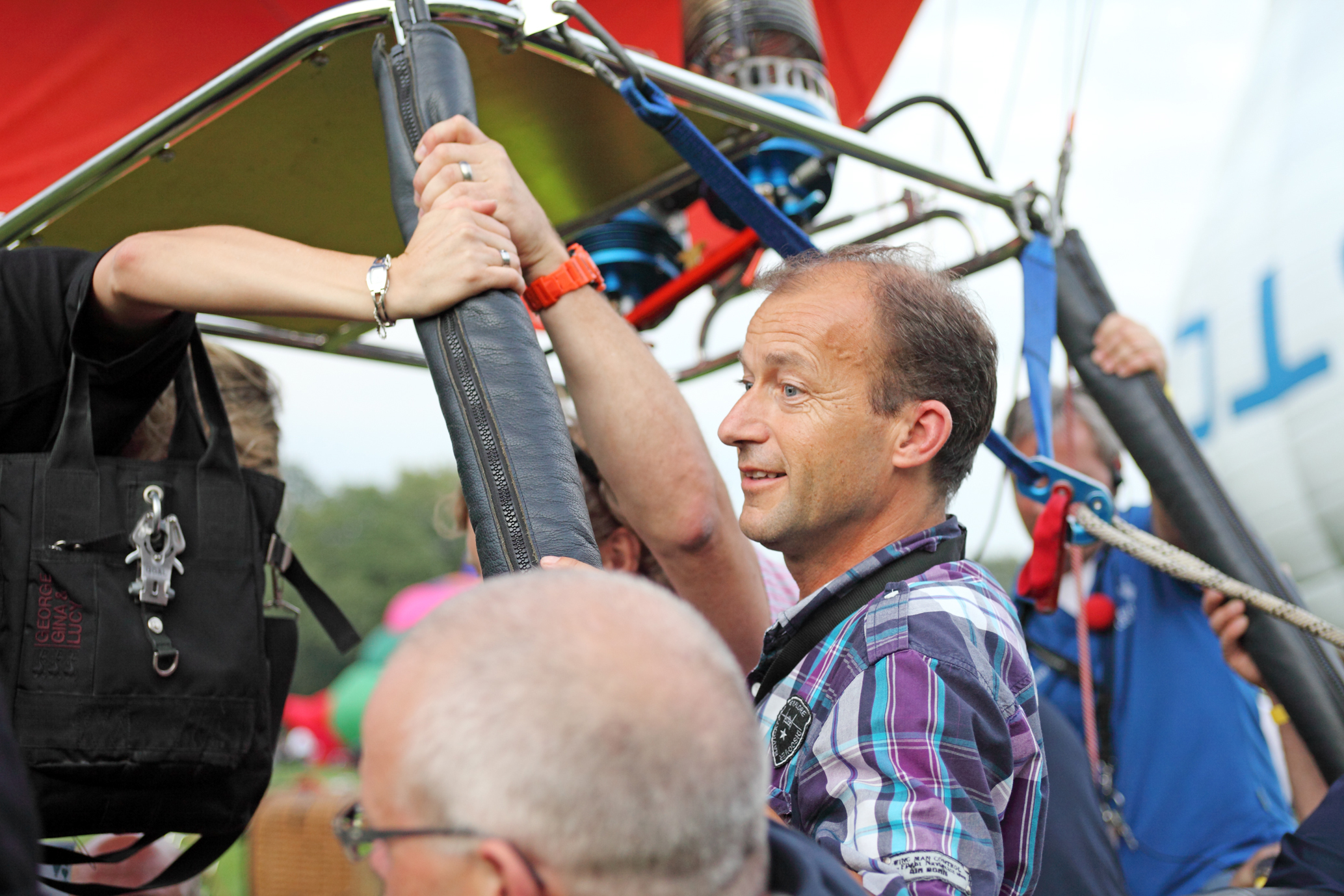
Reinier van den Berg in 2011

Van den Berg heeft gestudeerd aan de Landbouwhogeschool in Wageningen (die sinds 2016  Wageningen University & Research heet) en specialiseerde zich in luchtverontreiniging. Hij is onder andere bekend van RTL Weer, het dagelijkse weerbericht van RTL 4 dat hij vanaf de start bij RTL-Véronique in 1989 presenteerde totdat hij op 28 juni 2024 stopte. Hij is daarmee een van 's lands langst presenterende weerpresentatoren. Verder schuift hij geregeld aan bij talkshows, om weer- en klimaatontwikkelingen te duiden en in breder perspectief te plaatsen. In de jaren 2006 tot en met 2008 presenteerde hij tevens een wetenschapsprogramma bij de Evangelische Omroep genaamd Galileo.
Van den Berg is specialist in klimaatverandering en benadrukt in publicaties en lezingen het belang van duurzaamheid. Zijn slogan is: 'de ander te groen af zijn'. In zijn lezingen gebruikt hij bijvoorbeeld spectaculaire beelden van de (smeltende) ijskap van Groenland, waarnaartoe hij expedities organiseert. Op sociale media deelt hij vrijwel dagelijks wetenswaardigheden over weer, klimaat en duurzaamheid. Als ambassadeur is hij betrokken bij het werk van See You, Adra, WNF, Tearfund en Trees for All. 
Als zelfstandig ondernemer is hij verder actief bij de startup PyrOil BV (recycling van plastics), is hij oprichter en mede-eigenaar van het op duurzaamheid gerichte sprekersbureau SpeakOut BV, en is hij oprichter van de stichting TreesPlease.

## Verder
- Vanaf 1996 organiseerde Van den Berg diverse malen een succesvolle tornadojacht in het Amerikaanse Middenwesten, in de zogeheten Tornado Alley.
- In 1996 speelde hij een van de hoofdrollen (als zichzelf) in de aflevering Rondom ons van de komische VPRO-serie 30 minuten.
- In 2010 was hij een van de tien deelnemers van het EO-programma De Pelgrimscode.
- Tijdens The Passion 2016 speelde van den Berg een van de discipelen van Jezus.
- Bij de Tweede Kamerverkiezingen van 2023 was Van den Berg lijstduwer voor de ChristenUnie, op plek 49.

## Boeken
- Hier en daar een bui, Zoetermeer, 1995
- In hoger sferen, Kampen, eerste druk 2001, vijfde druk 2004
- Wolken, wind en water, Kampen, 2003
- Spelen met vuur, Heerenveen, 2004
- Geknoei met Gif, Heerenveen, 2005
- Tornadoalarm!, Heerenveen, 2010
- Weergenieten, Heerenveen, 2016
- Bladgoud, Heerenveen, 2020

- International Standard Name Identifier: 0000 0003 6913 7956
- Library of Congress Control Number: n2021068000
- Nederlandse Thesaurus van Auteursnamen: 073881864
- Virtual International Authority File: 284859129
- WorldCat: E39PCjy844pRTWpHjktBj6jvjK